# Колп
Колп (рус. Колпь) река је на северозападу европског дела Руске Федерације која протиче преко територија Лењинградске и Вологодске области. Десна је притока реке Суда и део басена реке Волге и Каспијског језера.
Река Колп свој ток започиње као отока језера Екшо, на подручју Вепског побрђа на истоку Лењинградске области. У горњем делу тока карактерише је доста брз проток и ток у смеру југоистока. Након што прими реку Крупењ у средњем делу тока њено корито се шири до 30–40 метара. У горњем и средњем делу тока карактеристични су бројни брзаци. У доњем делу тока преко територије Вологодске области то је типична равничарска река изузетно спорог тока и са бројним меандрима и мртвајама. У Суду се улива на 57 km узводно од њеног ушћа у Рибинско језеро (код села Уст-Колп).
Укупна дужина водотока је 254 km, а површина сливног подручја око 3.730 km². Просечан проток на око 30 килметара узводно од ушћа је 25,2 m³/s. Укупан пад корита је 105 метара.
Највеће насеље које лежи на њеним обалама је град Бабајево.